# Groupie Love
«Groupie Love» es una canción de la cantante y compositora estadounidense Lana Del Rey, con la colaboración del rapero estadounidense ASAP Rocky, incluida en su quinto álbum de estudio, Lust for Life (2017). La canción fue lanzada para descarga digital el 12 de julio de 2017, junto con «Summer Bummer» con la participación de ASAP Rocky y Playboi Carti, como sencillos promocionales debido a la preventa del álbum. El 28 de julio, la pista fue enviada a las radios italianas, sirviendo como el cuarto sencillo oficial del álbum. La canción, que mezcla géneros pop y hip hop, fue escrita por Del Rey, Rick Nowels y Rakim Mayers, y la producción estuvo a cargo de Del Rey, Emile Haynie, Rick Nowels, Kieron Menzies, Héctor Delgado y Dean Reid.

## Análisis de la crítica
«Groupie Love» recibió críticas mixtas por parte de los críticos de música. Dan Weiss de Consequence of Sound criticó la contribución de ASAP Rocky, diciendo que no «añade nada» a la canción. Ana Gaca de Spin comentó que «'Groupie Love' relega a Rocky a un recurso de rap en el tercer verso estándar de una canción pop, donde cualquier supuesta química romántica se desvanece. Los estribillos de Del Rey son casi lo suficientemente exuberantes como para vender una visión del hedonismo vintage, pero ella acaba tropezando con los clichés que idolatra».
Matt F de HotNewHipHop dijo que «Groupie Love» «captura una vibración similar, suavemente distorsionada, que su música anterior ha fomentado a lo largo de los años». Alexa Camp de Slant Magazine mencionó que, en comparación con «Summer Bummer», es más una canción pop con una mentalidad retro, con los vocales sonoros y suavizantes de Del Rey.

## Pistas y formatos
La canción estuvo disponible únicamente en formatos de streaming y descarga digital.
| N.º | Título         | Duración |  |
| 1.  | «Groupie Love» | 4:24     |  |

## Gráficos
| Listas (2017)                                        | Mejor posición |
| ---------------------------------------------------- | -------------- |
| Francia (SNEP)                                       | 141            |
| Nueva Zelanda (RMNZ)                                 | 8              |
| Estados Unidos Alternative Digital Songs (Billboard) | 13             |

## Historial de lanzamientos
| Región         | Fecha               | Formatos                   | Discográfica | Ref.  |
| -------------- | ------------------- | -------------------------- | ------------ | ----- |
| Estados Unidos | 12 de julio de 2017 | Descarga digital streaming | Interscope   |       |
| Italia         | 28 de julio de 2017 | Contemporary hit radio     | Polydor      | [ 8 ] |